# Olympische Sommerspiele 2016/Teilnehmer (Kiribati)
| Gelbes Symbol für Goldmedaillen mit stilisierten Olympischen Ringen | Graues Symbol für Silbermedaillen mit stilisierten Olympischen Ringen | Braundes Symbol für Bronzemedaillen mit stilisierten Olympischen Ringen |
| ------------------------------------------------------------------- | --------------------------------------------------------------------- | ----------------------------------------------------------------------- |
| —                                                                   | —                                                                     | —                                                                       |

Kiribati nahm in Rio de Janeiro an den Olympischen Spielen 2016 teil. Es war die insgesamt vierte Teilnahme an Olympischen Sommerspielen. Das Kiribati National Olympic Committee nominierte drei Athleten in zwei Sportarten.

## Teilnehmer nach Sportarten

### Gewichtheben
| Athleten       | Wettbewerb        | Reißen       | Reißen | Stoßen       | Stoßen | Zweikampf    | Zweikampf | Rang |
| Athleten       | Wettbewerb        | Gewicht (kg) | Rang   | Gewicht (kg) | Rang   | Gewicht (kg) | Rang      | Rang |
| -------------- | ----------------- | ------------ | ------ | ------------ | ------ | ------------ | --------- | ---- |
| Männer         |                   |              |        |              |        |              |           |      |
| David Katoatau | Klasse bis 105 kg | 145 kg       | 17     | 204 kg       | 12     | 349 kg       | 14        | 14   |

### Leichtathletik
Laufen und Gehen
| Athleten          | Wettbewerb | Vorlauf | Vorlauf | Runde 1       | Runde 1       | Halbfinale    | Halbfinale    | Finale        | Finale        | Rang |
| Athleten          | Wettbewerb | Zeit    | Rang    | Zeit          | Rang          | Zeit          | Rang          | Zeit          | Rang          | Rang |
| ----------------- | ---------- | ------- | ------- | ------------- | ------------- | ------------- | ------------- | ------------- | ------------- | ---- |
| Frauen            |            |         |         |               |               |               |               |               |               |      |
| Karitaake Tewaaki | 100 m      | 14,70 s | 24      | ausgeschieden | ausgeschieden | ausgeschieden | ausgeschieden | ausgeschieden | ausgeschieden | 88   |
| Männer            |            |         |         |               |               |               |               |               |               |      |
| John Ruuka        | 100 m      | 11,65 s | 19      | ausgeschieden | ausgeschieden | ausgeschieden | ausgeschieden | ausgeschieden | ausgeschieden | 89   |